# Gérard Dewamme
Gérard Dewamme, né le 14 février 1953 à Saint-Mard (Gaume) (province de Luxembourg) et mort le 25 décembre 2018 à Arlon (province de Luxembourg), est un scénariste bande dessinée belge, connu pour avoir créé le personnage de Violette avec Jean-Claude Servais.

## Biographie
Gérard Dewamme naît le 14 février 1953 à Saint-Mard (Gaume).
Il est un professeur de français, fanatique de bande dessinée. Sa rencontre pendant le service militaire avec Jean-Claude Servais décide de sa vocation de scénariste de bande dessinée, leur collaboration sera très fructueuse.
Ils réalisent ensemble la série Tendre Violette qui est prépubliée dans (À suivre) de 1979 à 1985 et publiée en album dans la collection « Les Romans (À suivre) » : Tendre Violette (1982), Malmaison (1984) et L'Alsacien (1985) aux éditions Casterman.
Puis, ils livrent Les Saisons de la vie pour la collection « Prestige »  aux éditions du Lombard en trois tomes : Accordailles (1985), Semailles (1986), Grisailles (1986). Ce triptyque conte la vie d'un couple ardennais Toinette et Bastien au début du XXe siècle.
En 1988, il fait son entrée au journal Tintin avec deux courts récits : Destination Tortue et Les Boucaniers pour le dessinateur Denis Mérezette.
Dewamme a travaillé par ailleurs avec Marc-Renier, pour lequel il écrit un récit autonome La Nuit des frelons prépublié dans (À suivre) et publié dans la collection « Un auteur (À suivre) » aux éditions Casterman en 1987. Il écrit pour Jean-Claude Servais, un roman graphique dont le sujet est une femme enfant fatale Les Voyages clos : Montagne fleurie, prépublié dans Circus en 1988 et publié dans la collection « Caractère » aux éditions Glénat la même année. Il écrit deux épisodes de la série inachevée Clotho, dessinée par Jacques Bonodot et publiée en album dans la collection « Grafica » chez le même éditeur en 1989 et 1990.
En 1991, avec Pascal Somon, il écrit une chronique sociale Gin Row — qui conte le destin tragique d'un homme perdu dans l'alcool — dans Hello Bédé en 1991 et publié en album aux éditions Le Lombard l'année suivante.
Il s'associe, en 1995, avec François Craenhals pour de nouvelles aventures médiévales de Chevalier Ardent, La Fille du roi Arthus, dix-neuvième titre de la série publiée aux éditions Casterman.
La même année, il écrit les textes de Han voûtement illustrés par Marc-Renier pour le domaine des Grottes de Han.
En 1997, il écrit le scénario d'une planche de Tendre Violette pour le dernier numéro de la revue (À suivre), un numéro spécial qui retrace les moments marquants de la revue.
En outre, il participe à l'album collectif Rocky Luke - Banlieue West aux côtés de Jean-Claude Servais, publié aux éditions SEDLI - Jacky Goupil en 1985.
Gérard Dewamme meurt le 25 décembre 2018 à Arlon, à l'âge de 65 ans.

### Vie privée
Gérard Dewamme vivait à Izel (Belgique), il avait quatre enfants : Hogo, Lucas, Rachel, Leyla.

## Œuvres

### Albums de bande dessinée

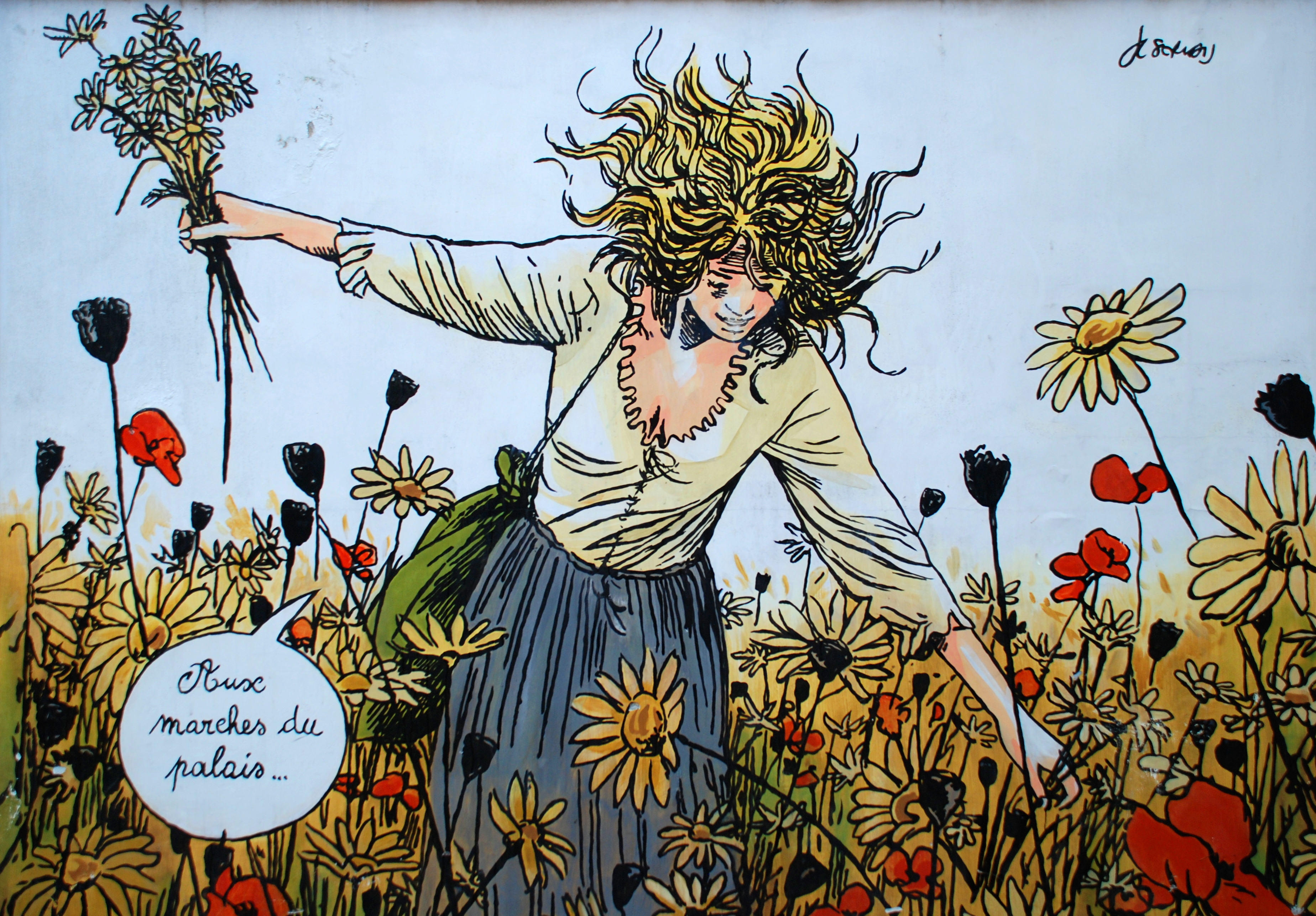
Peinture murale Tendre Violette à Louvain-la-Neuve (place Galilée / ruelle Saint-Éloi).

Tendre Violette
- 1. Tendre Violette, Casterman, coll. « Les Romans (À suivre) », Tournai, 5 octobre 1982
Scénario : Gérard Dewamme - Dessin : Jean-Claude Servais - Couleurs : noir et blanc -  (ISBN 2-203-33411-8)
- 2. Malmaison, Casterman, coll. « Les Romans (À suivre) », Tournai, 1984
Scénario : Gérard Dewamme - Dessin : Jean-Claude Servais - Couleurs : noir et blanc -  (ISBN 2-203-33421-5)
- 3. L'Alsacien[12], Casterman, coll. « Les Romans (À suivre) », Tournai, 1986
Scénario : Gérard Dewamme - Dessin : Jean-Claude Servais - Couleurs : noir et blanc -  (ISBN 2-203-33431-2)
- 4. L'Alsacien[13], Casterman, Bruxelles, août 2002
Scénario : Gérard Dewamme - Dessin : Jean-Claude Servais - Couleurs : Raives -  (ISBN 2-203-38990-7) — Réédition colorisée du tome 3.

Les Saisons de la vie, dessin de Jean-Claude Servais, Le Lombard
- 1. Accordailles, Le Lombard, coll. « Prestige », Bruxelles, mars 1985
Scénario : Gérard Dewamme - Dessin : Jean-Claude Servais - Couleurs : noir et blanc -  (ISBN 2-7234-1004-8)
- 2. Semailles, Le Lombard, coll. « Prestige », Bruxelles, janvier 1986
Scénario : Gérard Dewamme - Dessin : Jean-Claude Servais - Couleurs : noir et blanc -  (ISBN 2803605430)
- 3. Grisailles, Le Lombard, coll. « Prestige », Bruxelles, septembre 1986
Scénario : Gérard Dewamme - Dessin : Jean-Claude Servais - Couleurs : noir et blanc -  (ISBN 2803605724)

#### La Nuit des frelons
- La Nuit des frelons, Casterman, coll. « Un auteur (À suivre) », Tournai, septembre 1987
Scénario : Gérard Dewamme - Dessin et couleurs : Marc-Renier -  (ISBN 2-203-33530-0)

#### Les Voyages clos
- Montagne fleurie, Glénat, coll. « Caractère », Grenoble, décembre 1988
Scénario : Gérard Dewamme - Dessin : Jean-Claude Servais - Couleurs : quadrichromie -  (ISBN 2-7234-1004-8)

#### Clotho
- 1. Le Gambit des innocents, Glénat, coll. « Grafica », Grenoble, février 1989
Scénario : Gérard Dewamme - Dessin : Jacques Bonodot - Couleurs : quadrichromie -  (ISBN 2-7234-1012-9)
- 2. La Larme de sang, Glénat, coll. « Grafica », Grenoble, avril 1990
Scénario : Gérard Dewamme - Dessin : Jacques Bonodot - Couleurs : Jean-Jacques Chagnaud, Yves Chagnaud -  (ISBN 2-7234-1161-3)

#### Gin row
- Gin row[14], Le Lombard, Bruxelles, février 1992
Scénario : Gérard Dewamme - Dessin et couleurs : Pascal Somon -  (ISBN 2803609819)

Chevalier Ardent
- 19. La Fille du roi Arthus, Casterman, Tournai, 1995
Scénario : Gérard Dewamme - Dessin : François Craenhals - Couleurs : Martine Boutin -  (ISBN 2-203-31719-1)

#### Hanvoûtement
- Han voûtement[10], Domaine des Grottes de Han, Han, 1995
Scénario : Gérard Dewamme - Dessin et couleurs : Marc-Renier

### Collectifs
- Rocky Luke - Banlieue West[15], SEDLI - Jacky Goupil, mai 1985
Scénario : collectif dont Dewamme - Dessin : collectif dont Servais - Couleurs : quadrichromie -  (ISBN 2-86725-016-1)

## Postérité
« On était différent et si proche, tout à la fois. On allait de pair, j'aimais la force de ses dialogues, la justesse de son langage. »

— Jean-Claude Servais

#### Livres
: document utilisé comme source pour la rédaction de cet article.
- Parfums de violette, Centre Wallonie-Bruxelles de Paris, 1986. Catalogue d'exposition.
- Jean-Louis Lechat, Un demi-siècle d’aventures t. 2 : 1970 - 1996, Bruxelles, Le Lombard, 5 décembre 1996, 224 p., ill. ; 31 cm (ISBN 280361233X, OCLC 37995939, BNF 37539082, présentation en ligne), p. 121, 165. .
- Henri Filippini, « Dewamme, Gérard », dans Dictionnaire de la bande dessinée, Paris, Bordas, 2005, 912 p., ill. ; 27 cm (ISBN 9782047299708 et 2047299705, OCLC 1009545288, présentation en ligne), p. 746. .

#### Périodiques
- « Dewamme », Circus, Glénat, no 122,‎ juin 1988.

#### Articles
- Zapf Dingbats, « Violette est en deuil d’un de ses pères », L'Avenir,‎ 31 décembre 2018 (lire en ligne , consulté le 12 mai 2023).